# We Too Are One
We Too Are One är ett musikalbum av Eurythmics, släppt den 11 september 1989. En nyutgåva utkom den 14 november 2005.

## Låtlista
1. "We Two Are One" (Lennox, Stewart) - 4:32
2. "The King and Queen of America" (Lennox, Stewart) - 4:31
3. "(My My) Baby's Gonna Cry" (Lennox, Stewart) - 4:54
4. "Don't Ask Me Why" (Lennox, Stewart) - 4:21
5. "Angel" (Lennox, Stewart) - 5:10
6. "Revival" (Lennox, Seymour, Stewart) - 4:06
7. "You Hurt Me (And I Hate You)" (Lennox, Merchan, Stewart) - 4:23
8. "Sylvia" (Lennox, Stewart) - 4:44
9. "How Long?" (Lennox, Stewart) - 4:41
10. "When the Day Goes Down" (Lennox, Stewart) - 5:57

### Bonusmaterial (2005 års nyutgåva)
1. "Precious" - 3.36 (från "Revival" 7-tumssingel)
2. "See No Evil" - 4.14 (från "The King and Queen Of America" 7-tumssingel)
3. "The King and Queen Of America (Dance Remix)" - 6.11 (från "The King and Queen Of America" 12-inch single)
4. "Angel (Choir Version)" - 5.47 (från "Angel" 7-tumssingel)
5. "Last Night I Dreamt That Somebody Loved Me" - 3.24 (ej tidigare släppt)